# Theydon Garnon
Pour les articles homonymes, voir Theydon.
Theydon Garnon est un village et une paroisse civile de l'Essex, en Angleterre.